# San Mateo Ixtacalco
San Mateo Ixtacalco es uno de los trece pueblos pertenecientes al municipio de Cuautitlán Izcalli, en Estado de México.

## Historia
Su nombre proviene del náhuatl «Iztacalco», de  iztac (blanco) o iztatl (sal); calli (casa); co (locativo); lo que significa «donde hay casas blancas» o «casas donde hay sal». 
Este pueblo es reconocido por sus pasteles localizados a un lado de la Parroquia San Mateo Apóstol, e igual por su preparación y venta de pan, que toma una esencia y sabor tradicional por el uso del horno de piedra. En la época colonial San Mateo Ixtacalco se sabe que se dedicó a la extracción de sal, la cual recolectaban en pozos de donde brotaba agua salada. Y así transportar la sal a diferentes sitios de la región. En los años de 1900 y 1910 existió una epidemia de viruela, la cual terminó con gran parte de la población, la cual fue sepultada en uno de los dos cementerios de la región, hasta ahora sigue cerrado.
Anteriormente, perteneció al municipio de Cuautitlán, pero desde el 2 de agosto de 1972, el poder ejecutivo del Estado de México decretó que el pueblo pasaba a ser territorio del municipio de Cuautitlán Izcalli.